# Fi de la Grua
Fi de la Grua (φ Gruis) és un estel a la constel·lació de la Grua de magnitud aparent +5,55. S'hi troba a 113 anys llum de distància del sistema solar.
Fi Gruis un estel blanc-groc de la seqüència principal de tipus espectral F4V. La seva temperatura efectiva, segons la font consultada, està compresa en el rang de 6.531 a 6.554 K. El seu radi és un 89% més gran que el radi solar i, amb una velocitat de rotació projectada de 19,9 km/s, completa una volta en menys de 5,14 dies. Quant a la seva rotació, els estels de la seqüència principal que fusionen hidrogen —com el Sol— es divideixen de forma bastant definida a una temperatura superficial de ~ 6.500 K; aquelles amb una temperatura per sota d'aquest valor giren lentament, les que el superen ho fan molt més de pressa. El motiu d'això és que els estels més freds, on els gasos es mouen turbulentament de dalt a baix, generen camps magnètics que són arrossegats per vents. Aquests camps magnètics, actuant durant milers de milions d'anys, han ralentit la rotació dels estels més freds. Fi Gruis, lleugerament per sobre del límit de temperatura que separa tots dos grups, rota a una velocitat gairebé 10 vegades major que la del Sol, si bé aquest valor pot ser sensiblement major en funció de la inclinació del seu eix respecte a la Terra.
Fi Gruis posseeix un contingut metàl·lic igual al 81% del que té el Sol ([Fe/H] = -0,09). Un 42% més massiva que el Sol, la seva edat s'estima en 2.100 milions d'anys.